# Johann IV. von Bingenheim
Johann IV. von Bingenheim (* ?; † 1574) war Geistlicher und seit 1560 Abt des Klosters Limburg.

## Leben
Zu seiner genauen Herkunft, etwa ob sich das „von Bingenheim“ auf eine Herkunft aus Bingenheim oder die Zugehörigkeit zu einer niederadeligen Familie dieses Namens bezieht, ist nichts bekannt. Im Kloster Limburg nahm er vor seiner Wahl zum Abt die Aufgabe des Oberkellermeisters wahr.
Als er 1560 zum Abt gewählt wurde, befand sich das Kloster faktisch unter der Landeshoheit der Kurpfalz, die diese aus dem Vogteirecht des Klosters entwickelt hatten. Damit wurde es von deren Religionspolitik in der Reformationszeit abhängig. Kurfürst Ottheinrich verbot z. B. am 23. Januar 1556 den römisch-katholischen Gottesdienst. Der Kurfürst verbot auch, neue Mönche aufzunehmen. Seine Versuche, den Konvent zur Annahme der Reformation zu bewegen, war nur bei einigen Mitgliedern erfolgreich. So verwaltete Abt Johann IV. zu einem erheblichen Teil die schrittweise Auflösung und Säkularisation des Klosters: Nachdem der letzte Inhaber der Propstei Naumburg 1558 verstorben war, verkaufte Johann IV. diese abgelegene Dependance des Klosters Limburg in der Wetterau 1561 für 18.000 Gulden an Graf Philipp III. von Hanau-Münzenberg. 1562 widmete Abt Johann IV. die Einkünfte um, die in (Bad) Dürkheim dem Hospital und dem Antonius-Altar zustanden, und finanzierte damit dort die Stelle eines Schullehrers.

## Tod und Ende des Klosters
Seit 1571 setzte die Kurpfalz einen Beamten ein, der die Wirtschaftsverwaltung des Klosters kontrollierte, so dass der Abt darüber keine Verfügungsmacht mehr hatte. Nach dem Tod Johann IV. 1574, er wurde in der Pfarrkirche von Wachenheim beigesetzt, wurde kein Nachfolger mehr gewählt, das Kloster durch die Kurpfalz nun endgültig säkularisiert. Der Konvent bestand nach dem Tod Johann IV. nur noch aus dem Prior und zwei Mönchen.
Der Versuch der römisch-katholischen Seite, im Dreißigjährigen Krieg erneut einen Abt einzusetzen, hatte nur vorübergehend Erfolg (vgl.: Johann V. Jordans).